# Такемура Рьоко
Такемура Рьоко (нар. 2 червня 1976) — колишня японська тенісистка.
Найвищу одиночну позицію світового рейтингу — 325 місце досягла 21 червня 2004, парну — 165 місце — 3 жовтня 2005 року.
Здобула 3 одиночні та 9 парних титулів.

## Фінали ITF
| Легенда         |
| --------------- |
| турніри $50,000 |
| турніри $25,000 |
| турніри $10,000 |

### Одиночний розряд: 6 (3–3)
| Результат | Ранг | Дата            | Місце               | Покриття | Суперниця           | Рахунок       |
| --------- | ---- | --------------- | ------------------- | -------- | ------------------- | ------------- |
| Перемога  | 1.   | 28 вересня 1997 | ITF Токіо, Японія   | Тверде   | Аманда Грем         | 6–3, 5–7, 6–4 |
| Перемога  | 2.   | 13 жовтня 1997  | ITF Хайбара, Японія | Трава    | Ісіда Кейко         | 3–6, 6–4, 6–4 |
| Поразка   | 1.   | 16 серпня 1998  | ITF Альгеро, Італія | Тверде   | Лаура Делль'Анджело | 2–6, 5–7      |
| Поразка   | 2.   | 14 квітня 2003  | ITF Ямаґуті, Японія | Ґрунт    | Санда Мамич         | 2–6, 2–6      |
| Поразка   | 3.   | 31 серпня 2003  | ITF Сайтама, Японія | Тверде   | Сє Шувей            | 3–6, 2–6      |
| Перемога  | 3.   | 7 вересня 2003  | ITF Ібаракі, Японія | Тверде   | Такаґісі Томойо     | 6–4, 6–3      |

### Парний розряд: 19 (9–10)
| Результат | Ранг | Дата            | Турнір                        | Покриття  | Партнерка         | Суперниці                              | Рахунок          |
| --------- | ---- | --------------- | ----------------------------- | --------- | ----------------- | -------------------------------------- | ---------------- |
| Перемога  | 1.   | 13 жовтня 1997  | ITF Хайбара, Японія           | Трава     | Нао Акахорі       | Ісіда Кейко Won Kyung-joo              | 3–6, 6–4, 6–4    |
| Перемога  | 2.   | 24 серпня 1998  | Мілан, Італія                 | Трава     | Мотідзукі Хіроко  | Маріяна Ковачевич Джулія Казоні        | 4–6, 7–6(5), 6–4 |
| Поразка   | 1.   | 6 вересня 1998  | Сполето, Італія               | Ґрунт     | Мотідзукі Хіроко  | Єлена Костанич-Тошич Міхаела Паштікова | 3–6, 4–6         |
| Поразка   | 2.   | 6 березня 2000  | Хайкоу, КНР                   | Тверде    | Чхе Кйон І        | Грета Арн Жулі Пуллен                  | 5–7, 4–6         |
| Поразка   | 3.   | 26 березня 2000 | Нанкін, КНР                   | Тверде    | Chae Kyung-yee    | Лі На Лі Тін                           | 6–7(4), 1–6      |
| Перемога  | 3.   | 17 липня 2000   | Балтимор, США                 | Тверде    | Хотта Томое       | Кортні Чепмен Вен Цзитін               | 6–3, 6–2         |
| Перемога  | 4.   | 24 липня 2000   | Евансвілл (Індіана), США      | Тверде    | Хотта Томое       | Фудзівара Ріка Енн Плессінґер          | 6–4, 6–1         |
| Поразка   | 4.   | 8 липня 2001    | Лос-Гатос, США                | Тверде    | Юка Йосіда        | Дон Бут Ванесса Вебб                   | 2–6, 6–7         |
| Поразка   | 5.   | 7 липня 2002    | Лос-Гатос, США                | Тверде    | Йосіда Юка        | Терін Ешлі Ванесса Вебб                | 3–6, 4–6         |
| Поразка   | 6.   | 10 березня 2003 | Беналла, Австралія            | Трава     | Рушмі Чакравартхі | Ніколь Сьюелл Андреа ван ден Гурк      | 3–6, 6–4, 2–6    |
| Поразка   | 7.   | 10 серпня 2003  | Нонтхабурі, Таїланд           | Тверде    | Kim Jin-hee       | Чжань Цзіньвей Чжуан Цзяжун            | 2–6, 5–7         |
| Перемога  | 5.   | 25 серпня 2003  | Сайтама, Японія               | Тверде    | Чан Кйон Мі       | Сє Шувей Марі Іноуе                    | 6–2, 6–2         |
| Поразка   | 8.   | 1 вересня 2003  | Сайтама, Японія               | Тверде    | Chang Kyung-mi    | Сідзу Кацумі Таґуті Кейко              | 6–1, 6–7(3), 2–6 |
| Перемога  | 6.   | 15 вересня 2003 | Кіото, Японія                 | Килим (i) | Chang Kyung-mi    | Сє Шувей Марі Іноуе                    | 7–5, 7–5         |
| Перемога  | 7.   | 29 травня 2005  | Наґано, Японія                | Килим     | Томоко Йонемура   | Kim Hea-mi Таґуті Кейко                | 6–1, 7–6(5)      |
| Перемога  | 8.   | 24 вересня 2005 | Префектура Ібаракі, Японія    | Тверде    | Йонемура Томоко   | Чон Мі Ра Такасе Аямі                  | 6–2, 6–4         |
| Перемога  | 9.   | 23 жовтня 2005  | Макінохара (Сідзуока), Японія | Килим     | Йонемура Томоко   | Окамото Сейко Такасе Аямі              | 6–4, 6–3         |
| Поразка   | 9.   | 4 червня 2006   | Префектура Ґумма, Японія      | Килим     | Акіко Йонемура    | Крістіна Горіатопулос Труді Мусгрейв   | 1–6, 7–5, 2–6    |
| Поразка   | 10.  | 31 жовтня 2006  | ITF Сутама, Японія            | Ґрунт     | Танака Марі       | Макі Арай Окамото Сейко                | 2–6, 3–6         |